# Capo dello stato maggiore congiunto degli Stati Uniti

Stemma dello Stato maggiore congiunto

Il capo dello stato maggiore congiunto degli Stati Uniti (inglese: Chairman of the Joint Chiefs of Staff) (CJCS) è per legge l'ufficiale di rango più elevato delle forze armate degli Stati Uniti d'America. Presiede il Comitato dei capi di stato maggiore, un organo consultivo all'interno del Dipartimento della difesa, delle sei forze armate statunitensi. Ne convoca le riunioni e ne coordina gli sforzi. Questo poi è composto: dal Capo dello stato maggiore congiunto, dal Vice Capo dello stato maggiore congiunto, dal capo di stato maggiore dell'Esercito, dal comandante del Corpo dei Marines, dal capo delle Operazioni Navali, dal capo di stato maggiore dell'Aeronautica, dal capo delle Operazioni Spaziali, dal capo dell'Ufficio della Guardia Nazionale e infine dal comandante della Guardia Costiera (il quale occasionalmente partecipa ma non ne è membro).

## Funzioni
È nominato dal segretario della difesa degli Stati Uniti d'America ed è il principale consigliere militare del presidente degli Stati Uniti. Presiede le riunioni e coordina il Joint Chiefs of Staff composto dai capi di stato maggiore delle singole forze armate. Il capo di stato maggiore congiunto delle forze armate ha i suoi uffici al Pentagono.
A seguito del Goldwater-Nichols Act del 1986, il capo di stato maggiore congiunto non ha autorità di comando operativo, né individualmente né collettivamente come JCS, poiché la catena di comando va dal presidente Usa al segretario alla difesa e da questi ai comandanti delle unità combattenti, che dipendono dalle singole forze armate. Inoltre egli ha tre vice che gli possono succedere, questi sono il vice capo dello stato maggiore congiunto, il direttore dello stato maggiore congiunto (direttore del Joint Staff) e il sottufficiale decano consigliere del capo dello stato maggiore congiunto, il quale è il sottoufficiale più anziano delle forze armate statunitensi.

## Elenco dei capi dello stato maggiore congiunto
|     | Nome                              | Foto | Corpo   | Inizio            | Fine              |
| --- | --------------------------------- | ---- | ------- | ----------------- | ----------------- |
| 1.  | Omar Bradley                      |      | US Army | 19 agosto 1949    | 15 agosto 1953    |
| 2.  | Arthur W. Radford                 |      | US Navy | 15 agosto 1953    | 15 agosto 1957    |
| 3.  | Nathan F. Twining                 |      | USAF    | 15 agosto 1957    | 30 settembre 1960 |
| 4.  | Lyman L. Lemnitzer                |      | US Army | 1º ottobre 1960   | 30 settembre 1962 |
| 5.  | Maxwell D. Taylor                 |      | US Army | 1º ottobre 1962   | 1º luglio 1964    |
| 6.  | Earle G. Wheeler                  |      | US Army | 3 luglio 1964     | 2 luglio 1970     |
| 7.  | Thomas H. Moorer                  |      | US Navy | 2 luglio 1970     | 1º luglio 1974    |
| 8.  | George S. Brown                   |      | USAF    | 1º luglio 1974    | 20 giugno 1978    |
| 9.  | David C. Jones                    |      | USAF    | 21 giugno 1978    | 18 giugno 1982    |
| 10. | John W. Vessey Jr.                |      | US Army | 18 giugno 1982    | 30 settembre 1985 |
| 11. | William J. Crowe, Jr.             |      | US Navy | 1º ottobre 1985   | 30 settembre 1989 |
| 12. | Colin Powell                      |      | US Army | 1º ottobre 1989   | 30 settembre 1993 |
| 13. | David E. Jeremiah                 |      | US Navy | 1º ottobre 1993   | 24 ottobre 1993   |
| 14. | John M. Shalikashvili             |      | US Army | 25 ottobre 1993   | 30 settembre 1997 |
| 15. | Henry H. Shelton                  |      | US Army | 1º ottobre 1997   | 30 settembre 2001 |
| 16. | Richard Myers                     |      | USAF    | 1º ottobre 2001   | 30 settembre 2005 |
| 17. | Peter Pace                        |      | USMC    | 1º ottobre 2005   | 30 settembre 2007 |
| 18. | Michael Mullen                    |      | USN     | 1º ottobre 2007   | 30 settembre 2011 |
| 19. | Martin Dempsey                    |      | US Army | 1º ottobre 2011   | 25 settembre 2015 |
| 20. | Joseph Dunford                    |      | USMC    | 25 settembre 2015 | 30 settembre 2019 |
| 21. | Mark Milley                       |      | US Army | 1º ottobre 2019   | 30 settembre 2023 |
| 22. | Charles Q. Brown Jr.              |      | USAF    | 1º ottobre 2023   | 21 febbraio 2025  |
| 23. | Christopher W. Grady (ad interim) |      | USN     | 21 febbraio 2025  | 11 aprile 2025    |
| 24. | Dan Caine                         |      | USAF    | 11 aprile 2025    | in carica         |